# 1315

## Události

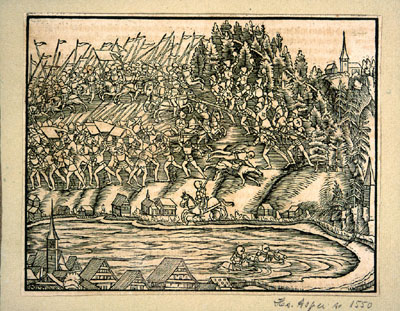
Bitva u Morgartenu, vyobrazení z roku 1548

- Dominikáni v českých zemích pověřeni výkonem inkvizice – Inkvizitorský dům – čp. 203 (dnes divadlo Na Zábradlí)
- velké povodně v Praze
- 26. říjen Jindřich z Lipé zatčen a na půl roku uvězněn na hradě Týřov
- 15. listopadu – Spojené síly kantonů Uri, Schwyz a Unterwalden porazily šestkrát silnější vojsko Habsburků v bitvě v průsmyku Morgarten.
- květen – Třebíč navštívil Jan Lucemburský

## Narození
- 20. května – Jitka Lucemburská, dcera českého krále Jana Lucemburského a Elišky Přemyslovny († 11. září 1349)
- Ludvík Wittelsbašský, braniborský markrabě a tyrolský hrabě a hornobavorský vévoda († 1361)

## Úmrtí
- 30. dubna – Markéta Burgundská, královna navarrská a francouzská jako manželka Ludvíka X. (* 1292)
- 29. června – Ramón Llull, katalánský spisovatel, filosof, misionář, logik, cestovatel a rytíř (* asi 1232)
- 13. prosince – Gaston I. z Foix-Béarn, hrabě z Foix a vikomt z Béarnu a Marsanu (* 1287)
- ? – Markéta Braniborská, polská královna z dynastie Askánců jako manželka Přemysla II. a saská vévodkyně (* 1270)
- ? – Měšek I. Těšínský, první těšínský kníže (* ?)
- ? – Giovanni Pisano, italský sochař a architekt (* 1250)

## Hlavy států
Jižní Evropa
- Iberský poloostrov
  - Portugalské království – Dinis I. Hospodář
  - Kastilské království – Alfons XI. Spravedlivý
  - Aragonské království – Jakub II. Spravedlivý
  - Navarrské království – Ludvík I.
- Itálie
  - Papež – interregnum
  - La serenissima – Giovanni Soranzo

Západní Evropa
- Francouzské království – Ludvík X. Hašteřivý
- Bretaňské vévodství – Jan III. Bretaňský
- Anglické království – Eduard II.
- Skotské království – Robert I. Bruce

Severní Evropa
- Norské království – Haakon V. Magnusson
- Švédské království – Birger Magnusson
- Dánské království – Erik VI. Menved

Střední Evropa
- Svatá říše římská – Ludvík IV. Bavor x Fridrich Sličný
  - České království – Jan Lucemburský
  - Henegavské hrabství – Vilém III. z Avesnes
  - Holandské hrabství – Vilém III. z Avesnes
  - Vlámské hrabství – Robert III.
  - Kolínské arcibiskupství – Jindřich II. z Virneburgu
  - Mohučské arcibiskupství – Petr z Aspeltu
  - Trevírské arcibiskupství – Balduin Lucemburský
  - Brémské arcibiskupství – Jens Grand (Jan I.)
- Polské knížectví – Vladislav I. Lokýtek
- Uherské království – Karel I. Robert

Východní a jihovýchodní Evropa
- Litevské velkoknížectví – Vytenis
- Moskevská Rus – Jurij III. Daniilovič
- Bulharské carství – Teodor Svetoslav
- Byzantská říše – Andronikos II. Palaiologos

Blízký východ a severní Afrika
- Osmanská říše – Osman I.
- Kyperské království – Jindřich II. Kyperský
- Mamlúcký sultanát – Al-Málik An-Násir Muhammad ibn Kalaún

Afrika
- Habešské císařství – Amda Sion I.
- Říše Mali – Mansa Musa